# غارو: ديفاين فليم
غارو: ديفاين فليم (بالإنجليزية: Garo: Divine Flame)‏ هو فيلم أنمي من إنتاج مابا، عرض في 21 مارس عام 2016، الفيلم يتابع أحداث أنمي غارو: ختم اللهب.

## القصة
تدور أحداث القصة عن ليون وألفونسو وإيما وجيرمان، الذين يحاولون انقاذ روبورتو ابن جيرمان من هورور يحاول استخدامه لأستعادة سيدته التي تحولت إلى هورور.

## الأداء الصوتي
ليون لويس 
مؤدي الصوت: دايسكي ناميكاوا
جيرمان لويس 
مؤدي الصوت: كينيو هوريوتشي
داريو مونتويا
مؤدي الصوت: ماساتو هاجيوارا
إيما غوزمان
مؤدية الصوت: رومي باكو
 ألفونسو سان فاليانت
مؤدي الصوت: كاتسوهيتو نومورا
روبورتو لويس
مؤدية الصوت: ميو توميتا
خيمينا لويس
مؤدية الصوت: يومي سودو
سارة / فينوس
مؤدية الصوت: أريسا كوميا
زاروبا
مؤدي الصوت: هيرونوبو كاغياما
جيروبا
مؤدية الصوت: أيا إندو
جارم
مؤدية الصوت: مايو أودونو
لارا
مؤدية الصوت: مادوكا أيبا
فرناند سان فاريانت
مؤدي الصوت: كوسوكي غوتو
كريستينا
مؤدية الصوت: أياكا أوهاشي
غونزاليس
مؤدي الصوت: جوكو إيكيو
ماريو
مؤدي الصوت: توموكازو سيكي
ريتا
مؤدية الصوت: أيومي فوجيمورا

## وصلات خارجية
- موقع الفيلم الرسمي باللغة اليابانية
- غارو: ديفاين فليم على موقع IMDb (الإنجليزية)
- غارو: ديفاين فليم على موقع قاعدة بيانات الفيلم (الإنجليزية)
- غارو: ديفاين فليم على موقع ليتربوكسد (الإنجليزية)
- غارو: ديفاين فليم على موقع كينوبويسك (الروسية)